# Daniyar Yeleussinov
Daniyar Yeleussinov (n. 13 martie 1991, Berezino⁠(d), RSS Kazahă, URSS) este un boxer ce a reprezentat Kazahstan, medaliat olimpic. A participat la 2 ediții ale Jocurilor Olimpice (2012, 2016) în care a câștigat o medalie de aur.